# Garganta la Olla
Garganta la Olla è un comune spagnolo di 1 147 abitanti situato nella comunità autonoma dell'Estremadura.